# مرتضى فال
مرتضى فال، المولود في 26 ديسمبر 1987 لاعب كرة قدم سنغالي محترف بالبطولة المغربية يمارس حاليا في فريق المغرب التطواني ، ويشغل مركز الدفاع ، انطلاقة اللاعب كانت بفريق المغرب التطواني سنة 2006 ، وتدرج في فئاته .

## وصلات خارجية
- مرتضى فال على موقع الاتحاد الدولي (مؤرشف)  (الإنجليزية)
- مرتضى فال على موقع قاعدة بيانات كرة القدم.إي يو (الإنجليزية)
- مرتضى فال على موقع Soccerway.com (الإنجليزية)